# Cherry Vanilla
Cherry Vanilla (* 16. Oktober 1943 als Kathleen Dorritie in Queens, New York City, New York) ist eine US-amerikanische Sängerin.

## Leben
Cherry Vanilla wuchs als eines von vier Kindern in Brooklyn auf. Nach ihrem Schulabschluss begann sie, bei einer Werbeagentur zu arbeiten. Bereits mit 19 Jahren war sie für Radio- und Fernsehstationen tätig. Sie trat zunächst Ronald Tavels Theater of the Ridiculous bei und wurde schließlich für Andy Warhols Bühnenproduktion Pork besetzt. Die komplette Produktion zog 1971 nach London, wo sie zum Undergroundhit avancierte und ein halbes Jahr lang aufgeführt wurde. Cherry Vanilla erregte die Aufmerksamkeit von David Bowie, der sie zu seiner Presseagentin machte. Bowie unterstützte ihre eigene künstlerische Ambition und erlaubte ihr, bei seinem Auftritt beim Springfield Rock Festival in Missouri einige ihrer Gedichte auf der Bühne vorzutragen. 1974 erwähnte er in einem Interview mit dem Penthouse Cherry Vanillas soeben veröffentlichten Gedichtband Compositions. 1975 gründete sie die Staten Island Band, mit der sie in Max’s Kansas City auftrat und von der im darauffolgenden Jahr mit Shake Your Ashes ein Livealbum auf den Markt kam.
Sie kehrte New York jedoch den Rücken und zog wie die US-amerikanischen Künstler Johnny Thunders und Jayne County nach London, wo sie regelmäßig im Roxy Club auftrat. Zu ihrer Liveband zählten zu dieser Zeit der Bassist Gordon Sumner, der Schlagzeuger Stewart Copeland und der Gitarrist Henry Padovani, die später als The Police bekannt wurden. 1977 unterzeichnete Cherry Vanilla einen Schallplattenvertrag mit RCA Records; das Management bestand jedoch darauf, andere Musiker für die Aufnahmen zu engagieren.
Das Album Bad Girl erschien im Frühjahr 1978 mit der schon zuvor veröffentlichten Leadsingle The Punk. Diese präsentierte Cherry Vanilla am 3. Dezember 1977 dem deutschsprachigen Fernsehpublikum in der 36. Folge des Musikladens. Kommerzieller Erfolg waren der Single und dem Album nicht beschieden, und das darauffolgende Album Venus D’Vinyl aus dem Jahr 1979 verkaufte sich noch einmal schlechter, woraufhin sie zurück in die Vereinigten Staaten zog. Sie war zwar nur noch gelegentlich an Musikaufnahmen beteiligt, darunter Vangelis’ Album See You Later (Not a Bit – All of It) sowie Roger Waters’ The Pros and Cons of Hitch Hiking. Sie war in der Folge für zwei Jahrzehnte als Presseagentin für Vangelis tätig. 2010 erschien ihre Biografie Lick Me: How I Became Cherry Vanilla bei Chicago Review Press.
Cherry Vanilla findet Erwähnung in Vivien Goldmans Buch Revenge of the She-Punks: A Feminist Music History from Poly Styrene to Pussy Riot; die Single The Punk findet sich auf dem 2022 erschienenen Sampler desselben Namens.

## Diskografie

### Alben
- 1978: Bad Girl
- 1979: Venus d’Vinyl

### Singles
- 1977 The Punk
- 1978: Liverpool
- 1979: Moonlight

## Filmografie
- 1988: Let’s Get Lost
- 2012: David Bowie & the Story of Ziggy Stardust